# Clément Ducol
Ne doit pas être confondu avec Bruno Ducol.
Clément Ducol est un musicien, compositeur, arrangeur et orchestrateur français né le 23 novembre 1981.

## Biographie
Clément Ducol apprend le chant, le violoncelle et le piano dès l’enfance. À 11 ans il participe au spectacle Impressions de Pelléas de Peter Brook d'après Claude Debussy.
Après une scolarité secondaire au lycée Racine, il suit des études d’orchestration et de percussion au Conservatoire national supérieur de musique et de danse de Lyon.
Celles-ci achevées, il devient percussionniste dans le cadre de la compagnie lyonnaise ARCOSM du danseur Thomas Guerry et du percussionniste Camille Rocailleux (Echoa, La Mécanique des anges, Traverse), y apprend la danse et interprète leurs créations à travers le monde.
Parallèlement il joue de la batterie et fait des arrangements pour Jérôme Van Den Hole.
En 2007, il crée avec Dominique Visse Für die Jugend, pour une voix et une percussion, sur des textes de Solage, Victor Hugo et Bruno Ducol, commande de la Péniche Opéra.
En 2009, il rencontre la chanteuse Camille Dalmais, l’accompagne dans la tournée Music Hole, et écrit les arrangements de Ilo Veyou, composant certains des titres de l’album. Il compose et arrange la musique du spectacle La Dame de la mer de Henrik Ibsen, mis en scène par Claude Baqué aux Bouffes du Nord en 2012.
Il réalise en 2013 avec Florent Marchet les arrangements d'un disque de Laurence Equilbey; il arrange et co-réalise aussi l'album de Vincent Delerm Les amants parallèles.
Il dirige Kyrie Kristmanson et le Quatuor Voce en résidence à l'abbaye de Noirlac.
Ouvert à tous les genres, il joue également avec l'ensemble de musique contemporaine 2e2m, et plusieurs œuvres pour percussion, notamment de Bernard Cavana, Bruno Ducol et Raphaèle Biston.
En 2014, il signe la bande originale du long métrage Maestro réalisé par Léa Fazer, et co-réalise et arrange l'album hommage Autour de Nina (Verve / Decca Records).
En 2016, il collabore avec Vianney pour les arrangements de son nouvel album intitulé Vianney. Il réalise notamment les arrangements cordes et cuivre et joue la partie au piano du titre Le galopin.
Toujours en 2016, il co-réalise et co-arrange l'album À présent de Vincent Delerm.
Deux ans après Nina, en 2016, l'album hommage Autour de Chet (Verve / Decca Records) est réalisé et arrangé par Clément Ducol, qui dirige également l'orchestre.
En 2018, il réalise l'album Folk de Nolwenn Leroy.
En 2019, il co-réalise et arrange le titre Je ne sais pas si c'est tout le monde sur l'album Panorama de Vincent Delerm (VF musiques / Tôt ou tard). Il réalise et compose l'arrangement du duo Camille / Christophe (Petite fille du soleil) sur l'album de reprises / duos Christophe etc .. (Capitol).
Toujours en 2019, il co-réalise six titres sur l'album Âmes fifties  d'Alain Souchon (Parlophone), en arrangeant également cordes et cuivres pour ces six titres.
En 2021 il participe à l'album de reprises Tôt ou Tard 25 ans publié pour les 25 ans du label. Il chante lui-même le titre Buvant seul de Dick Annegarn, et réalise deux autres titres : Demain demain chanté en collégial et Chambre sous les toits de Jacques Higelin, chanté par Thomas Fersen et Christian Olivier.
En 2022, arrangements du titre Autour de ton cou sur l'album Ode de Stephan Eicher.

## Vie privée
Clément Ducol est le fils du professeur et compositeur Bruno Ducol. Il est le compagnon de la chanteuse Camille, avec qui il a deux enfants.

## Filmographie
Sauf indication contraire, les informations mentionnées dans cette section peuvent être confirmées par les bases de données cinématographiques IMDb et Allociné,  présentes dans la section « Liens externes ».

### Acteur
- 2021 : De son vivant d'Emmanuelle Bercot : William

### Compositeur
- 2018 : Les Chatouilles de Andréa Bescond et Éric Métayer
- 2022 : Peter von Kant de François Ozon
- 2023 : Linda veut du poulet ! de Chiara Malta et Sébastien Laudenbach
- 2024 : Emilia Pérez de Jacques Audiard : bande originale et composition des chansons de la comédie musicale aux côtés de Camille

## Distinctions

### Récompenses
- Prix Cannes Soundtrack 2024 pour la bande originale du film Emilia Pérez[8] - partagée avec Camille
- César 2025 : meilleure musique originale pour Emilia Pérez (avec Camille)
- Golden Globes 2025 : meilleure chanson originale pour El mal pour Emilia Pérez - partagée avec Camille
- Oscars 2025 : meilleure chanson originale pour El Mal - partagée avec Camille

### Nominations
- Golden Globes 2025 :  meilleure musique de film et meilleure chanson originale pour Mi camino pour Emilia Pérez - partagée avec Camille
- Oscars 2025 : meilleure musique originale et meilleure chanson originale pour El Mal et Mi Camino pour Emilia Pérez